# Louis von Mutius
Louis Wilhelm Franz von Mutius (Oels, 20 marzo 1796 – Austerlitz, 6 agosto 1866) è stato un generale prussiano.

## Biografia
Figlio del maggiore generale prussiano Johann Karl von Mutius e di sua moglie, la baronessa Charlotte Friederike von Lützow (1758-1811), Louis nacque a Oels nel 1796.
Il 1º febbraio 1813 Mutius iniziò la propria carriera militare unendosi al 1º reggimento corazzieri dell'esercito prussiano come soldato semplice. Divenne sottotenente il 20 maggio 1813 e prese parte alle operazioni delle guerre napoleoniche in Germania, combattendo nella battaglia di Großgörschen e nella battaglia di Haynau. Per i successi conseguiti ad Haynau, ottenne la II classe della croce di ferro da poco istituita. Nella campagna autunnale del 1813 combatté nella battaglia di Dresda, nella battaglia di Kulm e nella battaglia di Liebertwolkwitz; prese parte in seguito alla battaglia di Lipsia e nella primavera del 1814 alla battaglia di Montmirail.
Dopo aver prestato servizio in Francia con l'esercito prussiano vincitore, venne trasferito a Breslavia e promosso tenente il 6 luglio 1818. Nel 1821 Mutius venne trasferito alla 10ª divisione di stanza a Posen, ottenendo nel 1829 il grado di Rittmeister nel 5º reggimento corazzieri. Dal 1833 al 1835 fu aiutante di campo presso il comando generale del V corpo d'armata, divenendo poi comandante di squadriglia nel 1º reggimento corazzieri. Nel 1835 venne promosso maggiore ed il 20 marzo 1841 venne incluso nello stato maggiore. Nel 1848 venne nominato comandante dell'8º reggimento ulani e prese pare alla soppressione della rivoluzione del Baden. Qui si guadagnò fama di comandante abile e prudente, in particolare guidando l'avanguardia dell'esercito. Il 19 novembre 1849 venne promosso al grado di tenente colonnello ed il 19 aprile 1851 a quello di colonnello, sempre nell'8º reggimento ulani che in questo periodo cambiò più volte sede di guarnigione.
Il 18 novembre 1852 von Mutius venne trasferito a Treviri come comandante della 16ª brigata di cavalleria. In questa posizione venne promosso maggiore generale il 13 luglio 1854. Nel 1855 fece parte della commissione che elaborò nuovi regolamenti per le esercitazioni di cavalleria a Berlino. Nella primavera del 1858 venne nominato comandante della 13ª divisione di stanza a Munster e nel novembre del 1858 assunse temporaneamente il comando generale del VII corpo d'armata divenendo tenente generale il 22 novembre 1858. In questa posizione venne mobilitato con riserva nel 1859 in occasione della guerra scoppiata tra Francia e Austria ma venne poi trasferito nella 12ª divisione di cavalleria dal novembre di quello stesso anno.
Nel 1860 venne nominato cavaliere dell'Ordine di San Giovanni e l'anno successivo ricevette l'Ordine dell'Aquila Rossa di I classe con foglie di quercia e spade. Nell'agosto del 1862 guidò le esercitazioni di cavalleria nei pressi di Berlino con otto reggimenti e tre batterie a cavallo. Dall'ottobre del 1862 al gennaio del 1863 fu comandante dell'11ª divisione di cavalleria di stanza a Breslavia. Il 30 gennaio 1863 ottenne il comando del VI corpo d'armata prussiano. In occasione dei suoi 50 anni di servizio militare, ricevette la I classe dell'Ordine della Corona da re Guglielmo I di Prussia e la gran croce dell'Ordine del Falco Bianco dal granduca Carlo Alessandro di Sassonia-Weimar-Eisenach, suo ex compagno di reggimento. Nel giugno del 1864 ottenne il grado di generale di cavalleria.
Durante la guerra austro-prussiana del 1866, il suo corpo d'armata ebbe l'incarico di invadere la Boemia passando attraverso i Monti dei Giganti, come ala sinistra della 2ª armata comandata dal principe ereditario di Prussia, ma von Mutius dovette rinunciare al comando e rimase in Alta Slesia come unità di supporto con tre reggimenti e una batteria d'artiglieria (il cosiddetto "Distaccamento Knobelsdorff"). Il resto del suo corpo d'armata venne posto alle dipendenze della V corpo d'armata nel corso dell'invasione della Boemia. Venne coinvolto nella battaglia di Nachod ed in quella di Skalitznon.
Durante l'avanzata verso Königgrätz, alcune parti della 12ª divisione si trovarono davanti a Josefstadt e Mutius col resto dei suoi uomini prese parte alla battaglia di Königgrätz. Avanzò sull'estrema sinistra prussiana e respinse l'ala destra austriaca, ma gli austriaci riuscirono a sfuggire all'accerchiamento. Il 28 luglio 1866 ricevette l'Ordine Pour le Mérite per i suoi successi nella campagna.
Louis von Mutius morì di colera il 6 agosto 1866 vicino ad Austerlitz, in Moravia.

## Matrimonio e figli
Louis von Mutius sposò Helene Marie von Röder (1800–1872) il 18 gennaio 1819 a Breslavia, che era figlia del generale di cavalleria Friedrich Erhard von Röder (1768-1834) e di sua moglie, Henriette Christiane Ehrengard Emilie von Bardeleben (1769-1844). 
La coppia ebbe i seguenti figli:
- Julius (1819–1901), colonnello prussiano
- Erhard (1821–1880), consigliere privato prussiano e presidente della commissione ferroviaria nazionale
- Luise (1823–1894), sposò il 4 maggio 1849 a Breslavia Maximilian von Roedern (1816–1898), tenente generale prussiano
- Carl (1824–1825)
- Frederick (1824–1847)
- Maximilian (1825–1826)
- Paul (1827–1876), maggiore prussiano
- Peter (1828–1904), maggiore generale prussiano, sposò nel 1872 Johanna Mathes (1851–1921)
- Henrietta (1830–1894)
- Wilhelm (1832–1918), tenente generale prussiano, sposò nel 1867 Marie von Bärensprung (1843-?)